# Dasyphyllum argenteum
Dasyphyllum argenteum es una especie  de planta fanerógama perteneciente a la familia de las asteráceas, originaria de Ecuador. 

## Taxonomía
Dasyphyllum argenteum fue descrita por Carl Sigismund Kunth y publicado en Nova Genera et Species Plantarum (folio ed.) 4: 14, t. 308. 1820[1818].
Sinonimia
- Chuquiraga argentea (Kunth) Hieron.
- Chuquiraga argentea var. argentea
- Flotovia argentea (Kunth) Wedd.[3]